# Necturus alabamensis
Necturus alabamensis är ett stjärtgroddjur i familjen olmar (Proteidae) som finns i Alabama, USA, och är nära besläktad med Amerikansk olm.

## Utseende
Arten är likt alla arter i släktet Necturus pigmenterad, och har en ovansida som varierar från rödbrun till mycket mörk, nästan svart. Fläckar förekommer hos en del populationer. Undersidan saknar fläckar. Melanism förekommer. Som alla arter i familjen är den neoten (behåller larvkaraktärerna i vuxen ålder), med buskiga, yttre gälar. Den har välutvecklade ben med fyra tår med ljusa spetsar på varje fot, och en sidleds ihoptryckt svans. Larven har spräcklig ryggsida med ett fåtal ljusare fläckar. Vissa larvpopulationer har ljusa ränder på huvud och rygg. Längden för en vuxen individ är mellan 15 och 22 cm. Maximala längden uppnådde en hona på 24,8 cm. Honor och hanar skiljer sig inte mycket åt, men könen kan skiljas åt genom att hanen har en svullen kloak och två bakåtriktade könspapiller vid denna.

## Utbredning
Arten finns i övre loppet av Black Warrior River i Alabama, USA.

## Beteende
Necturus alabamensis är likt alla olmar helt akvatisk, och lever i vattendrag med gyttjefri lerbotten och gott om gömslen som sjunkna trädstammar, klippor och liknande.  Den uppsöker gärna lövsamlingar på botten, som förefaller viktiga för dess trivsel. Djuret är nattaktivt, särskilt under regniga, stormiga nätter. Födan består av daggmask, kräftor, små fiskar, snäckor och andra vattenlevande, ryggradslösa djur. Under dagen gömmer den sig gärna under stenar, i lövförna och under andra föremål på bottnen. De är aktiva hela vintern, men man misstänker de har någon form av inaktivitetsperiod under sommaren.

### Fortplantning
Förhållandevis litet är känt om fortplantningen, men den leker troligen under december till februari. Den har invärtes befruktning, och på våren - försommaren lägger honan ett relativt litet antal ägg (mindre än 100) som hon fäster på undersidan av olika föremål eller gömmer i klippskrevor eller bland sjunkna löv. Äggen kläcks äggen efter cirka 1 till 1,5 månader. Könsmognad inträder troligtvis vid omkring 4 till 6 års ålder.

## Status
Necturus alabamensis betraktas som starkt hotad ("EN", underklassificering "B2ab(iii)"), och populationen minskar. Främsta hot anses vara vattenföroreningar till följd av industriutsläpp (inklusive gruvdrift), jordbruksrelaterade föroreningar och utsläpp från byggnation. Effekten förstärks genom att den av utsläppen förorsakade minskningen leder till en fragmentering, som isolerar de olika bestånden från varandra.